# Dabula Anthony Mpako
Dabula Anthony Mpako (n. Bhisho, Provincia Cabo Oriental, Sudáfrica, 6 de septiembre de 1959) es un religioso y profesor sudafricano.

## Biografía
Nació el día 6 de septiembre del año 1959 en la ciudad sudafricana de Bhisho, que es capital de la Provincia Cabo Oriental.
Después de cursar sus estudios de secundaria decidió ingresar en el Seminario Mayor, donde realizó su formación eclesiástica.
Finalmente al terminar sus estudios en el seminario, el 28 de junio de 1986 recibió el sacramento del orden para la arquidiócesis de Pretoria, por el entonces arzobispo, George Francis Daniel.
Desde que fue ordenado sacerdote ha ejercido su ministerio pastoral ocupando diversos cargos dentro de su arquidiócesis. Entre otras cosas, ha sido Asistente Parroquial, formador, rector del Seminario Preparatorio St. Paul en Hammanskraal, rector del Seminario Mayor Filosófico St. Peter’s en Garsfontein y desde 1999 hasta 2004 fue párroco de diversas iglesias y vicario foráneo. 
Años más tarde, el 23 de mayo de 2011 ascendió al episcopado, cuando el Papa Benedicto XVI le nombró obispo de la diócesis de Queenstown, en sucesión de Herbert Nikolaus Lenhof.
Recibió la consagración episcopal el 6 de agosto de ese mismo año, a manos de su consagrador principal William Slattery.
Sus co-consagradores fueron el Arzobispo de Ciudad del Cabo, Stephen Brislin y el Obispo de Mthatha, Sithembele Anton Sipuka.
Entre los días 4 y 25 de octubre de 2015, fue uno de los participantes de la XIV Asamblea General Ordinaria del sínodo de obispos, que tuvo lugar en la Ciudad del Vaticano.
Al mismo tiempo, desde el 2 de febrero de 2019 es el vicepresidente de la Conferencia de Obispos Católicos del África Meridional (SACBC).
Posteriormente, el día 30 de abril de 2019 ha sido nombrado por el Papa Francisco como nuevo Arzobispo Metropolitano de Pretoria y Ordinario Militar de Sudáfrica, en sucesión de su consagrador principal William Slattery.